# Colline d’Élancourt
Die Colline d’Élancourt ist eine 231 m hohe Erhebung auf dem Gebiet der französischen Gemeinde Élancourt im Département Yvelines. Sie wird bisweilen als höchster Punkt der Region Île-de-France angesehen, ist aber nicht natürlichen Ursprungs. Während der Olympischen Sommerspiele 2024 in Paris wurden dort die Mountainbike-Rennen ausgetragen.

## Geschichte
1881 wurde nördlich des damaligen Dorfs Élancourt erstmals ein Wohnplatz namens La Revanche erwähnt, von der aus ein Steinbruch betrieben wurde. Dieser erweiterte sich Anfang des 20. Jahrhunderts auf den Großteil des heutigen Hügels. Der Steinbruch stellte 1959 seinen Betrieb ein, das Gelände wurde anschließend als Müllkippe sowie als Schrottplatz für Autos verwendet. Später wurde hier auch Aushub der umfangreichen Bauarbeiten in Saint-Quentin-en-Yvelines gelagert, wodurch der heutige Hügel entstand. 1968 löste der Fund einer Leiche auf dem Gelände die Marković-Affäre aus. 1994 endeten die industriellen Aktivitäten, und der Hügel wurde begrünt.
Der ursprünglich nach dem Steinbruch benannte und als Colline de la Revanche bekannte Hügel kam 2004 durch einen Beschluss des Gemeinderates von Élancourt zu seinem heutigen Namen.

## Sport
Seit seiner Begrünung dient die Colline als Naherholungsgebiet und für diverse sportliche Aktivitäten, darunter dem Mountainbikerennen La Revancharde. 2016 fanden hier die französischen Mountainbike-Meisterschaften statt. 2013 gab es Pläne für eine künstliche Skipiste, die aber nicht zustande kamen.
Nachdem Élancourt schon in der Bewerbung von Paris für die Olympischen Sommerspiele 2012 als Austragungsort für das Mountainbikerennen vorgesehen war, wurde dieser Plan für 2024 konkretisiert. Für die Planung der Strecke wurde der Südafrikaner Nick Floros engagiert, der bereits die MTB-Strecken von 2016 und 2021 kreiert hatte. Die Bauarbeiten begannen 2022. Im September 2023 fand auf dem Gelände ein als Testlauf gedachtes Mountainbikerennen der Weltspitze statt, das bei den Männern durch Victor Koretzky und bei den Frauen durch Loana Lecomte gewonnen wurde.